# Naria (genre)
Pour la déesse gallo-romaine, voir Naria.
Genre
Synonymes
- Albacypraea Steadman & Cotton, 1946
- Aricia (Erosaria) Troschel, 1863
- Brugnonia Jeffreys, 1883
- Cypraea (Erosaria) Troschel, 1863
- Cypraea (Naria) Gray, 1837
- Cypraea (Ocellaria) Weinkauff, 1881
- Erosaria Troschel, 1863
- Erosaria (Erosaria) Troschel, 1863
- Erosaria (Ocellaria) Weinkauff, 1881
- Paulonaria Iredale, 1930

Naria est un genre de mollusques gastéropodes marins appartenant à la famille des Cypraeidae (les « porcelaines »). L'espèce-type est Naria irrorata.

## Liste d'espèces
Ce genre, créé en 1837, a fait l'objet d'un vaste remaniement à partir de 2017, et a intégré de nombreuses espèces jusque là classées comme Cypraea ou surtout Erosaria. 
| Selon World Register of Marine Species (19 mars 2022) : - Naria acicularis (Gmelin, 1791) - Naria albuginosa (Gray, 1825) - Naria beckii (Gaskoin, 1836) - Naria bernardi (Richard, 1974) - Naria boivinii (Kiener, 1844) - Naria cernica (Sowerby, 1870) - Naria citrina (Gray, 1825) - Naria eburnea (Barnes, 1824) - Naria englerti (Summers & Burgess, 1965) - Naria erosa (Linnaeus, 1758) - Naria franzhuberi Thach, 2020 - Naria gangranosa (Dillwyn, 1817) - Naria helvola (Linnaeus, 1758) - Naria irrorata (Gray, 1828) - Naria labrolineata (Gaskoin, 1849) - Naria lamarckii (Gray, 1825) - Naria macandrewi (Sowerby, 1870) - Naria marginalis (Dillwyn, 1817) - Naria miliaris (Gmelin, 1791) - Naria nebrites (Melvill, 1888) - Naria ocellata (Linnaeus, 1758) - Naria ostergaardi (Dall, 1921) - Naria poraria (Linnaeus, 1758) - Naria spurca (Linnaeus, 1758) - Naria thomasi (Crosse, 1865) - Naria turdus (Lamarck, 1810) - Naria agassizi (Ladd, 1934) † - Naria bezoyensis (Dolin & Lozouet, 2004) † - Naria everwijni (K. Martin, 1884) † - Naria praehelvola Fehse & Vicián, 2021 † |

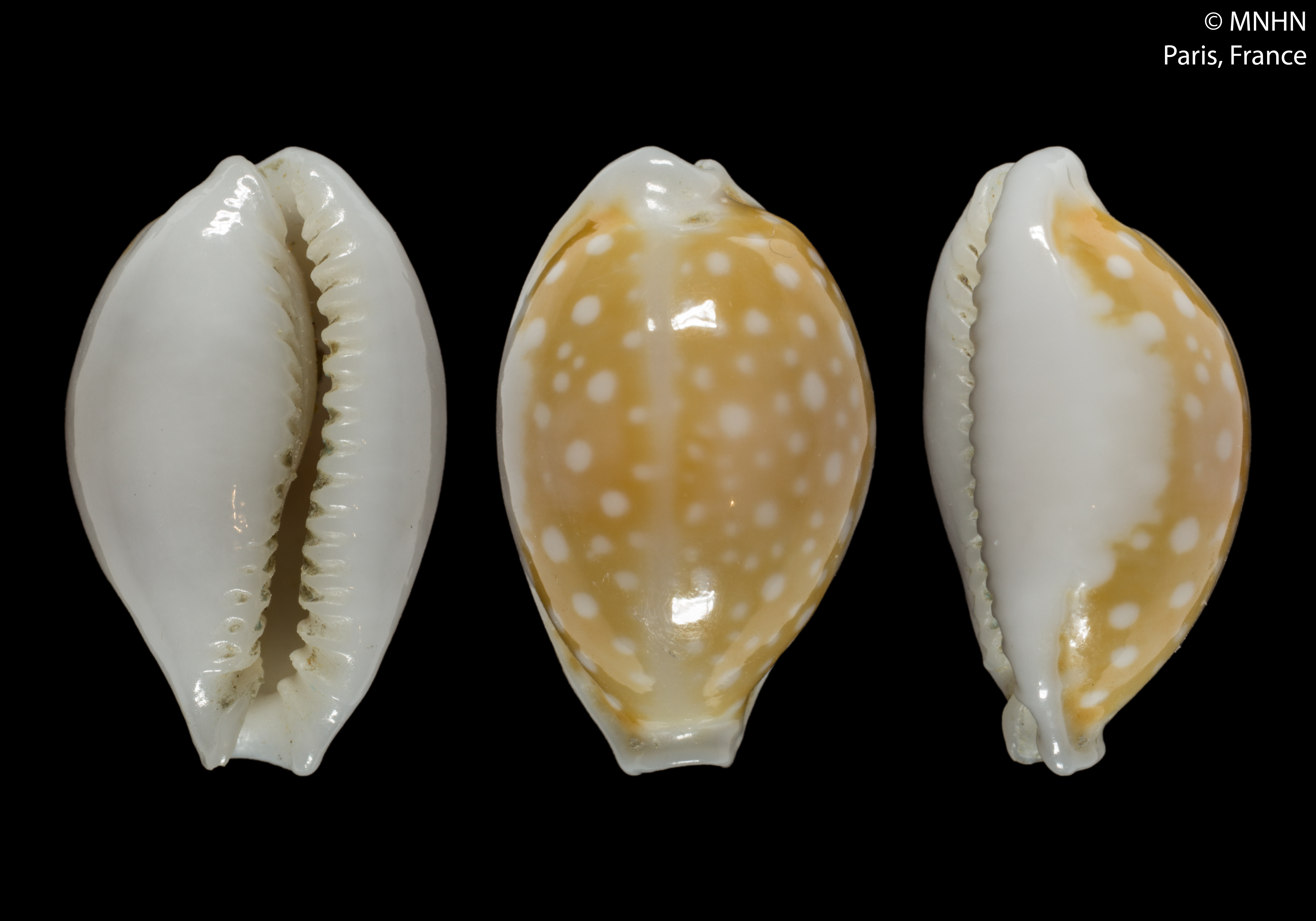
Naria bernardi
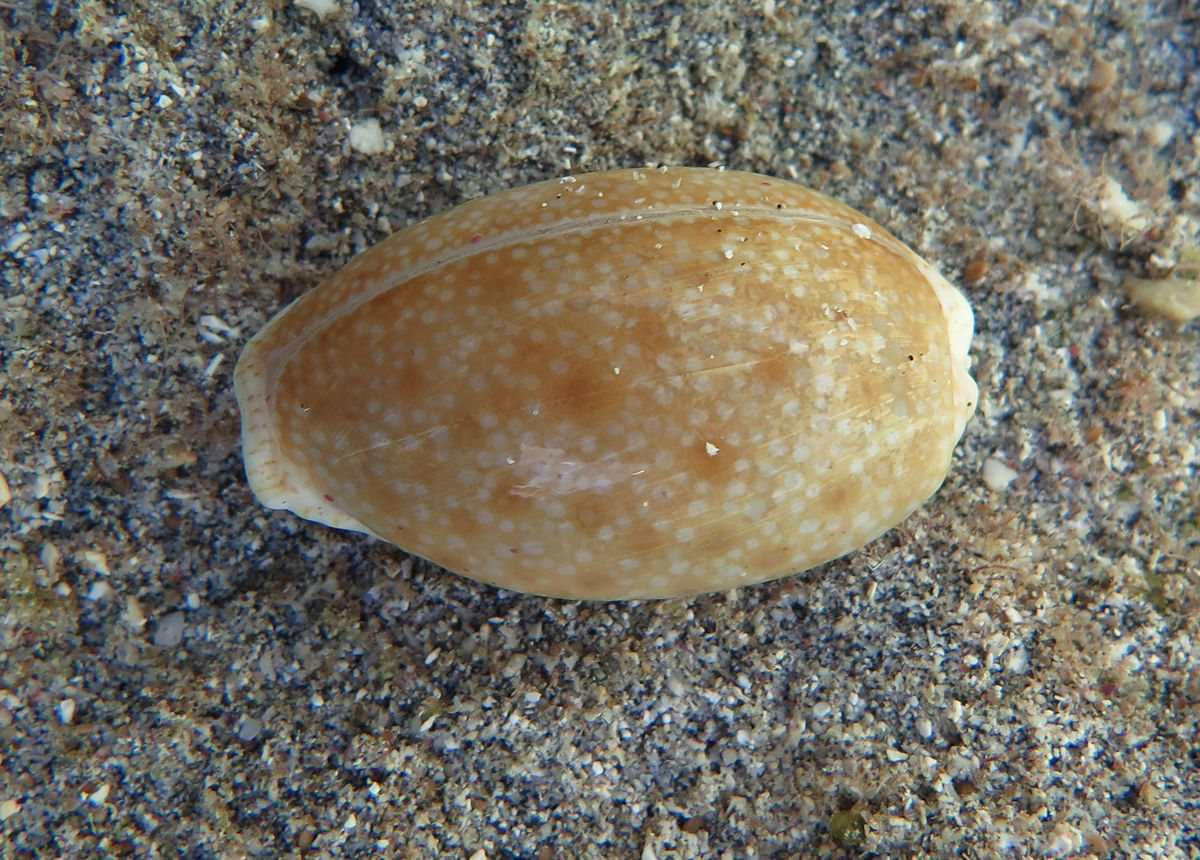
Naria cernica
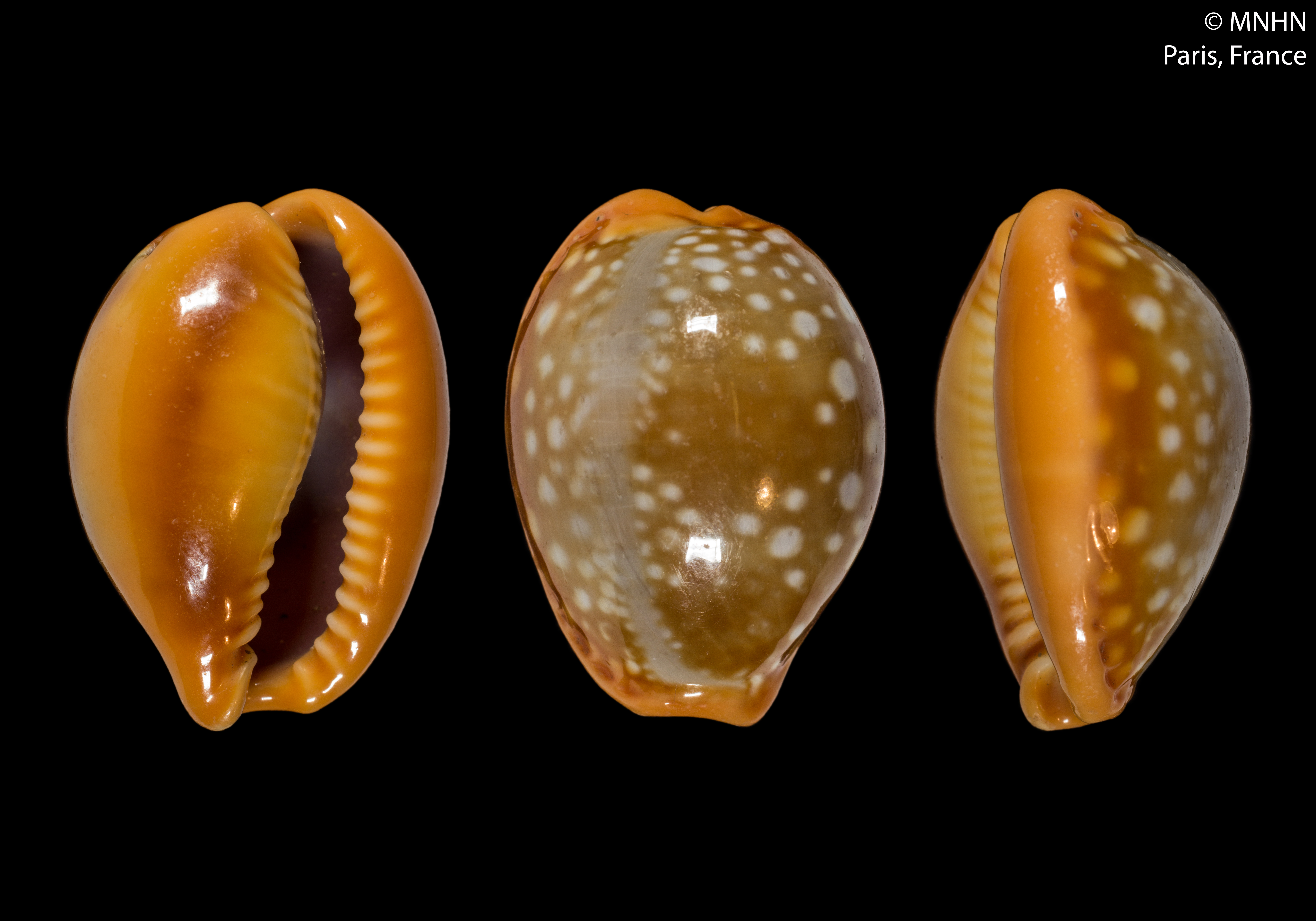
Naria citrina dauphinensis
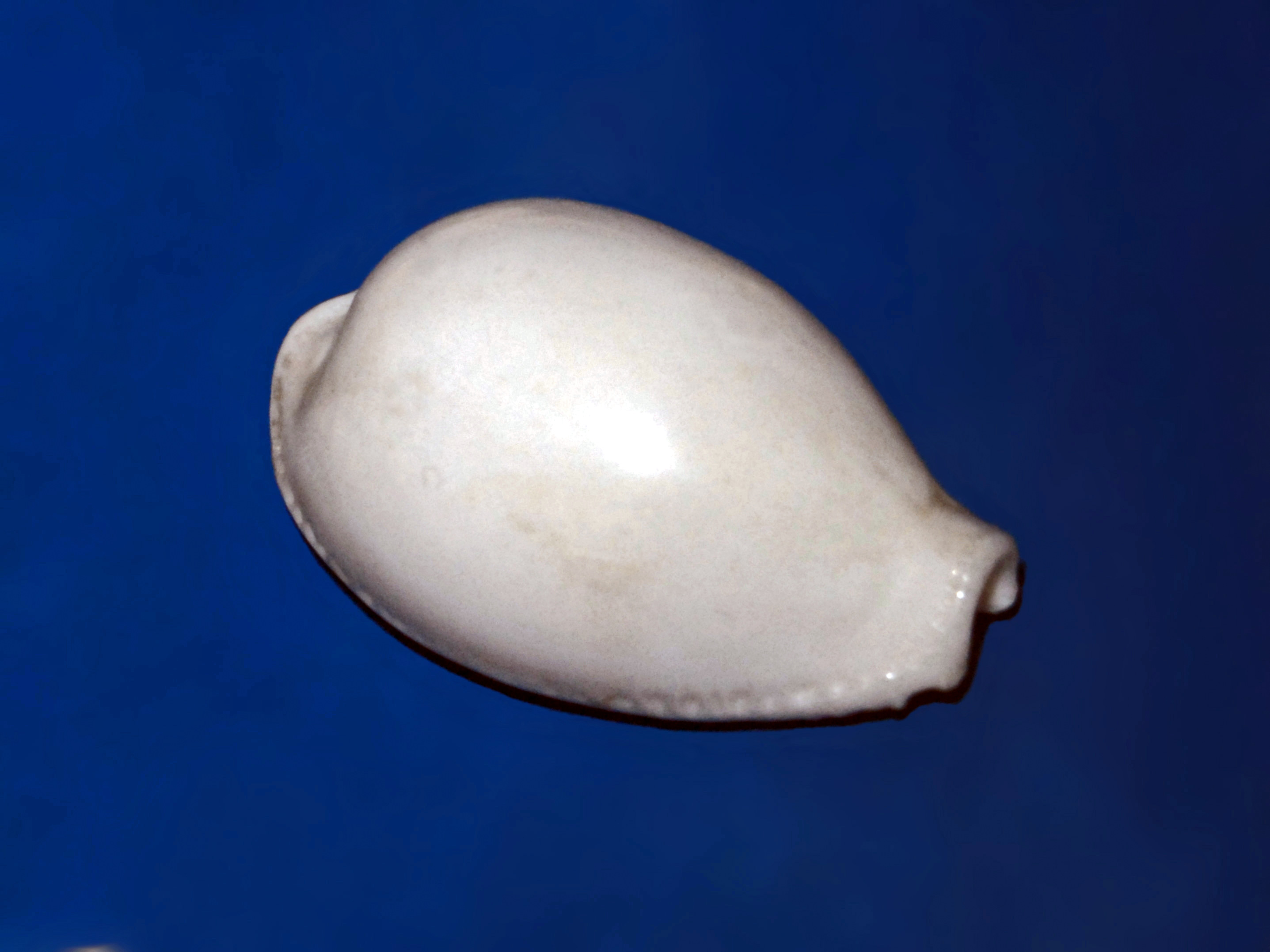
Naria eburnea
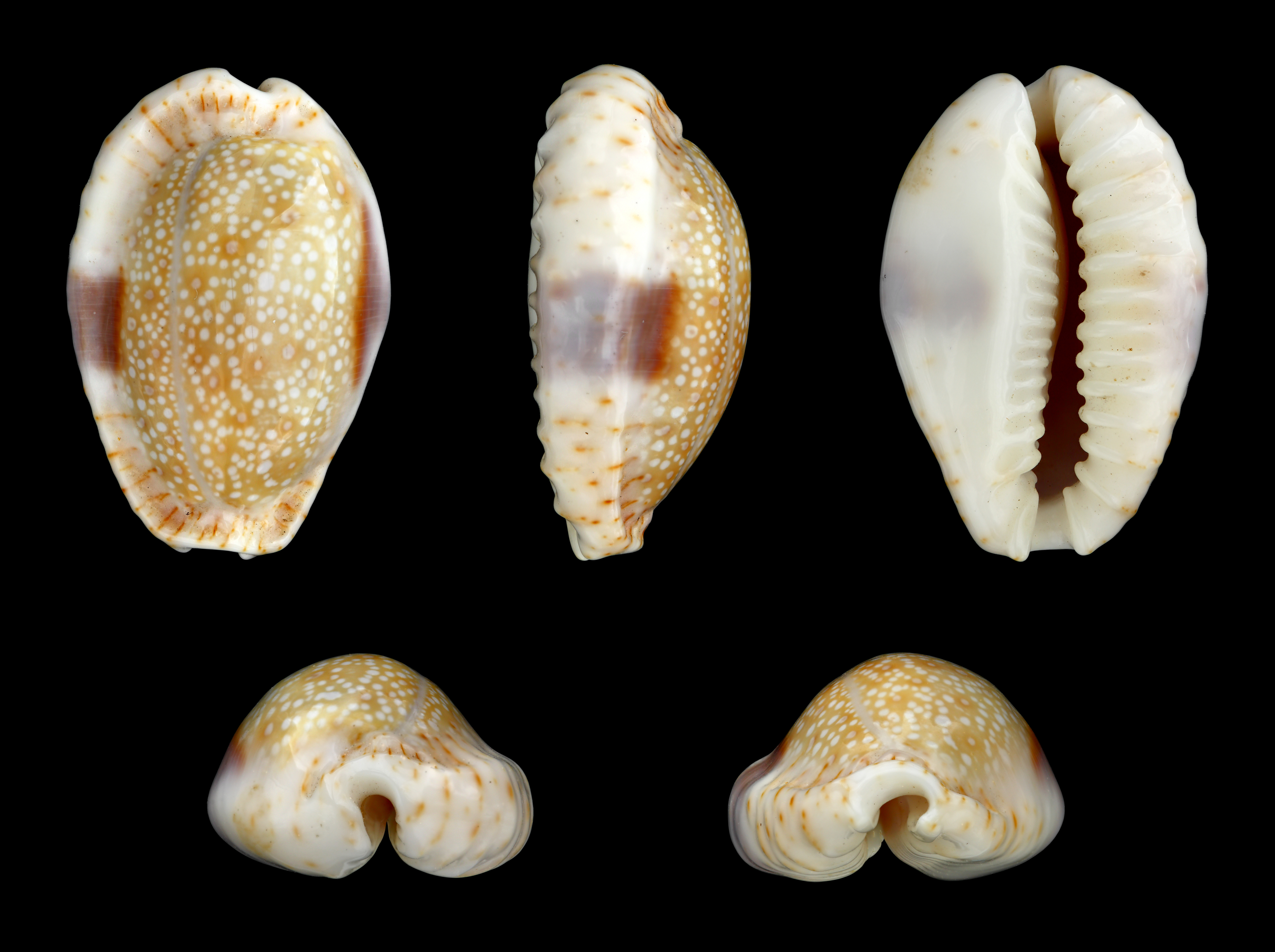
Naria erosa « chlorizans »
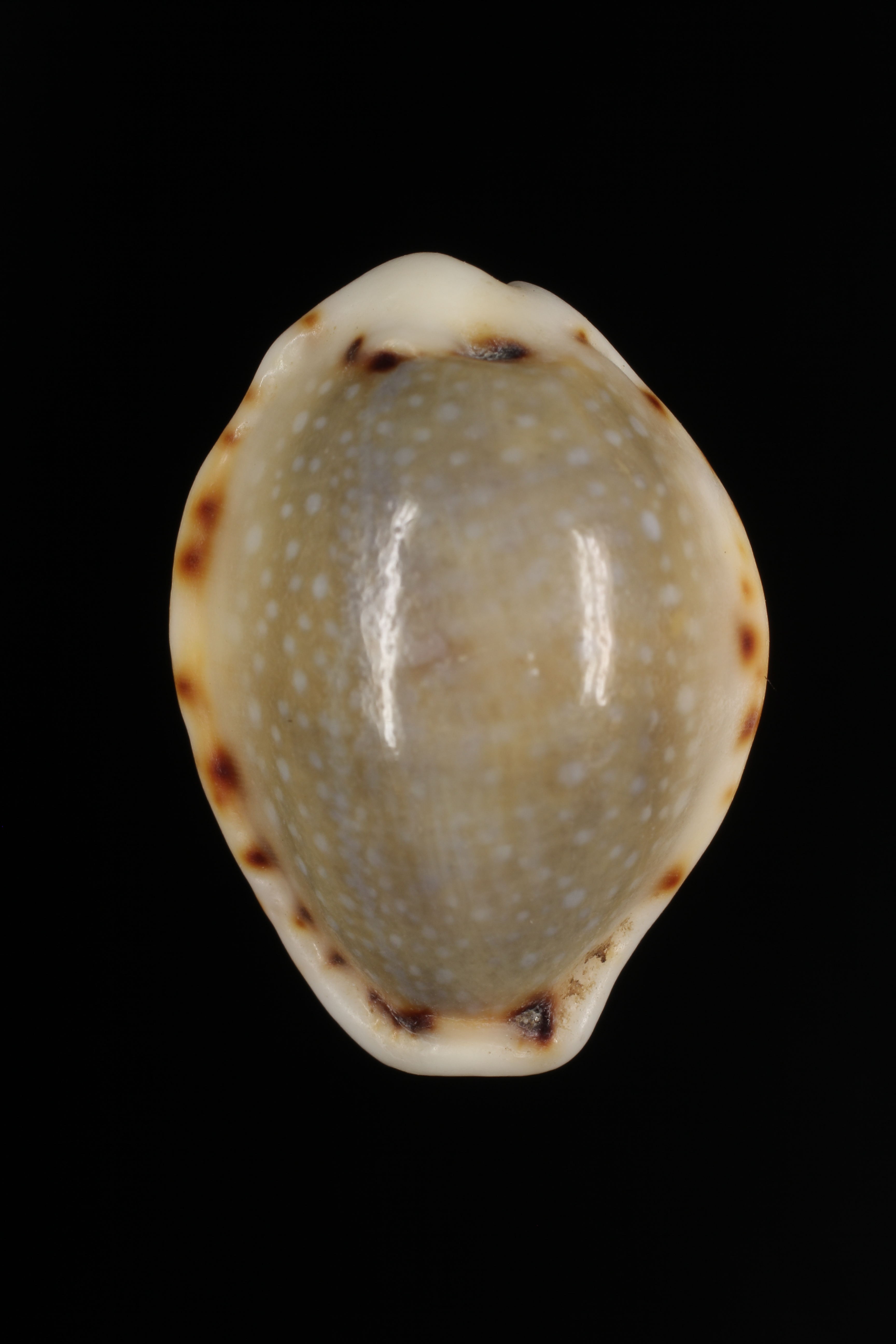
Naria franzhuberi
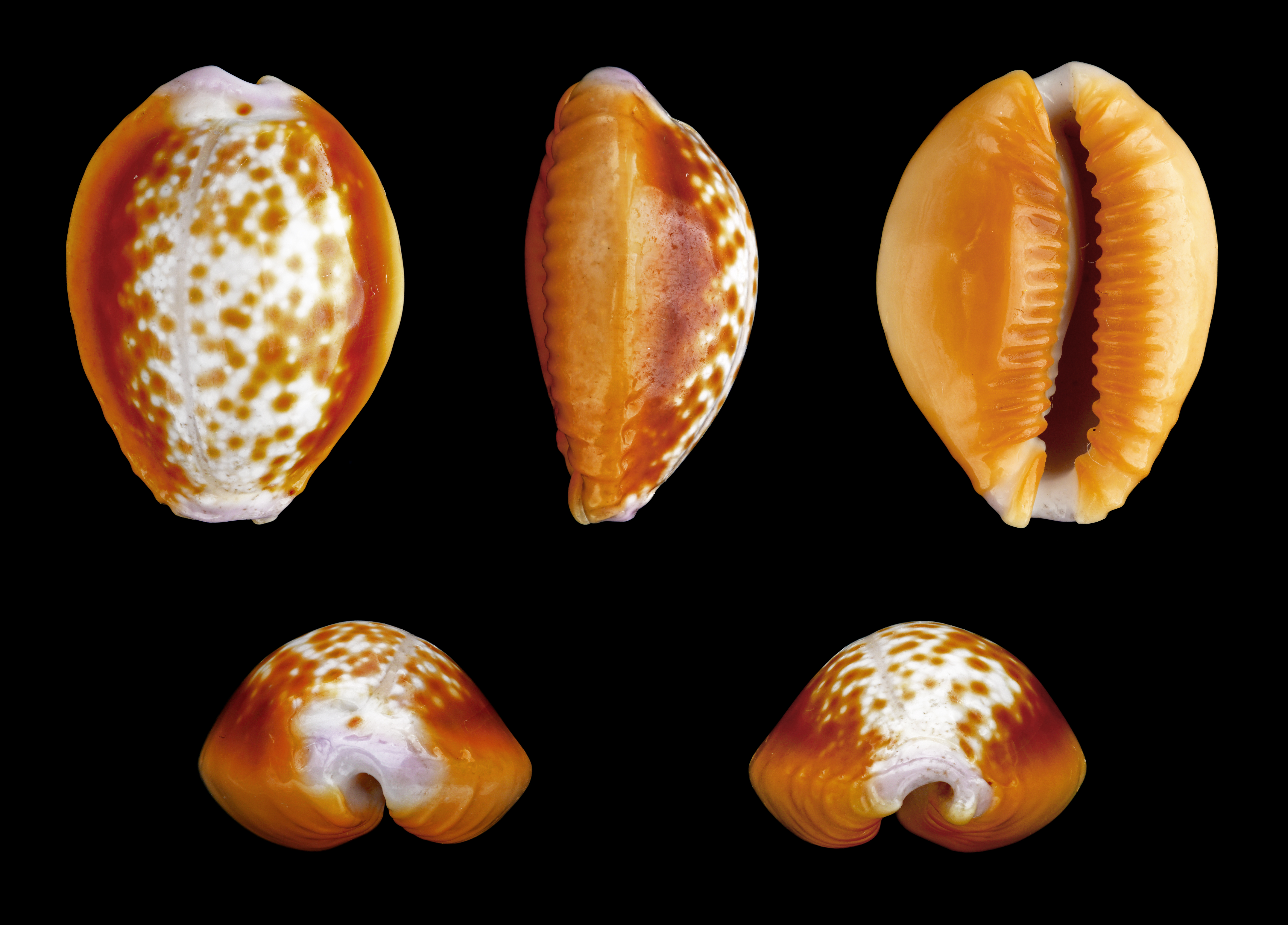
Naria helvola
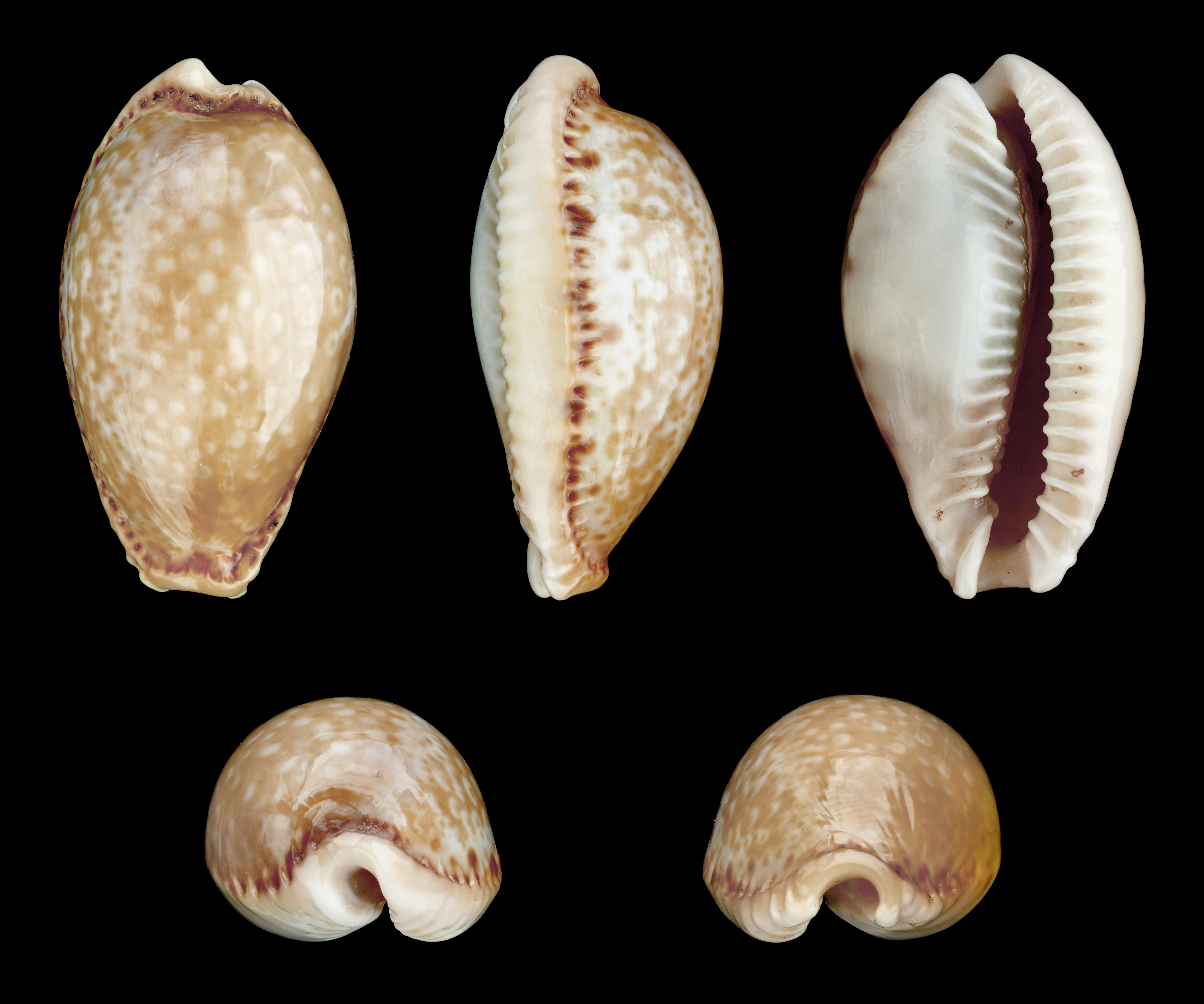
Naria labrolineata
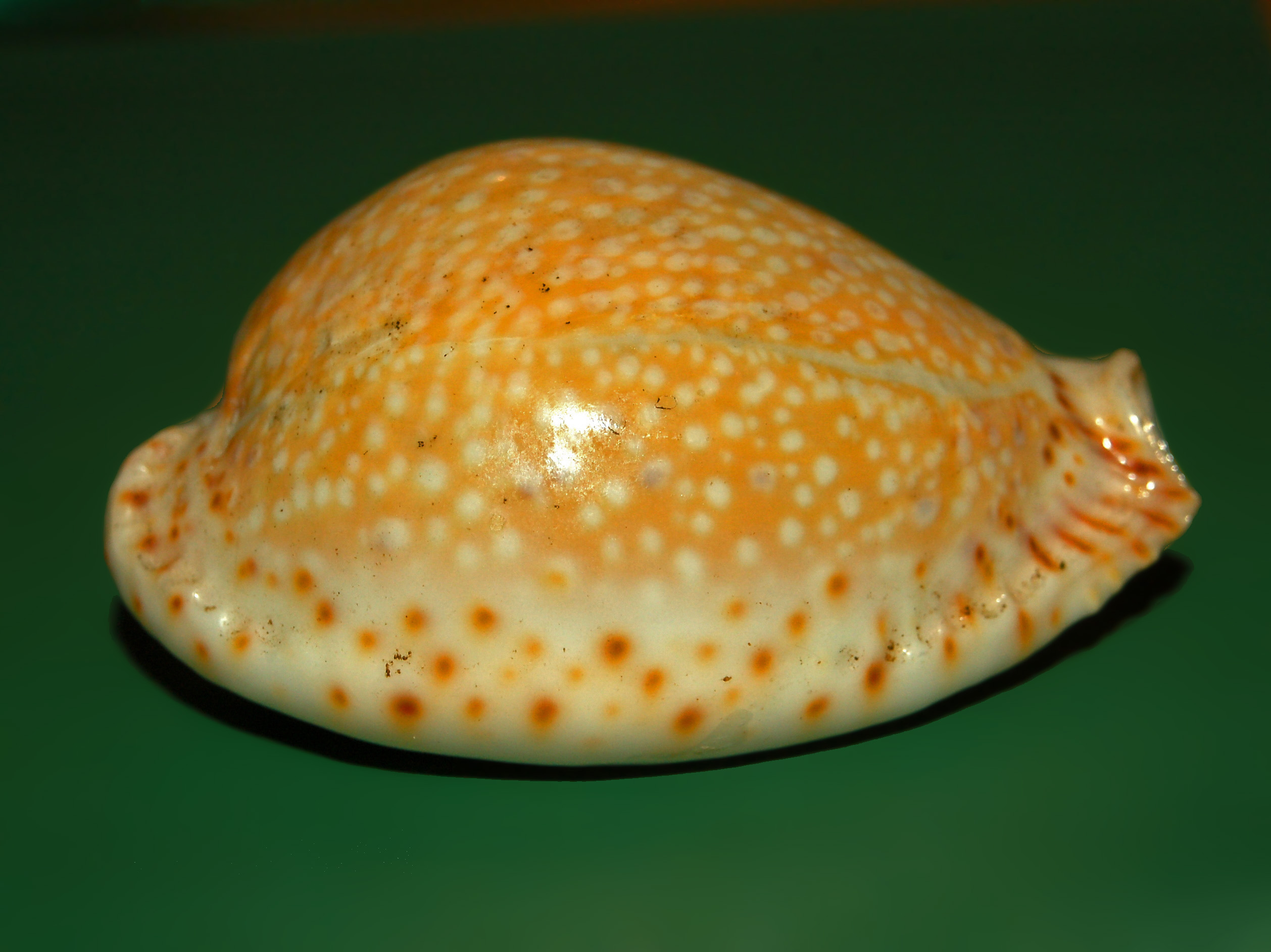
Naria lamarckii
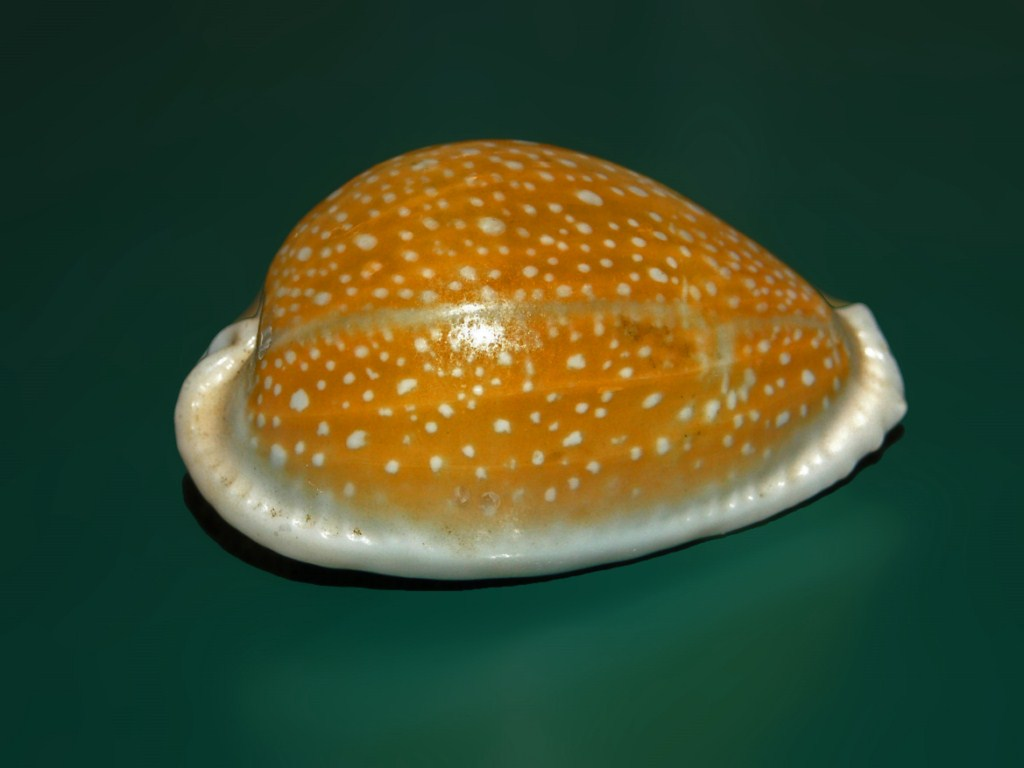
Naria miliaris
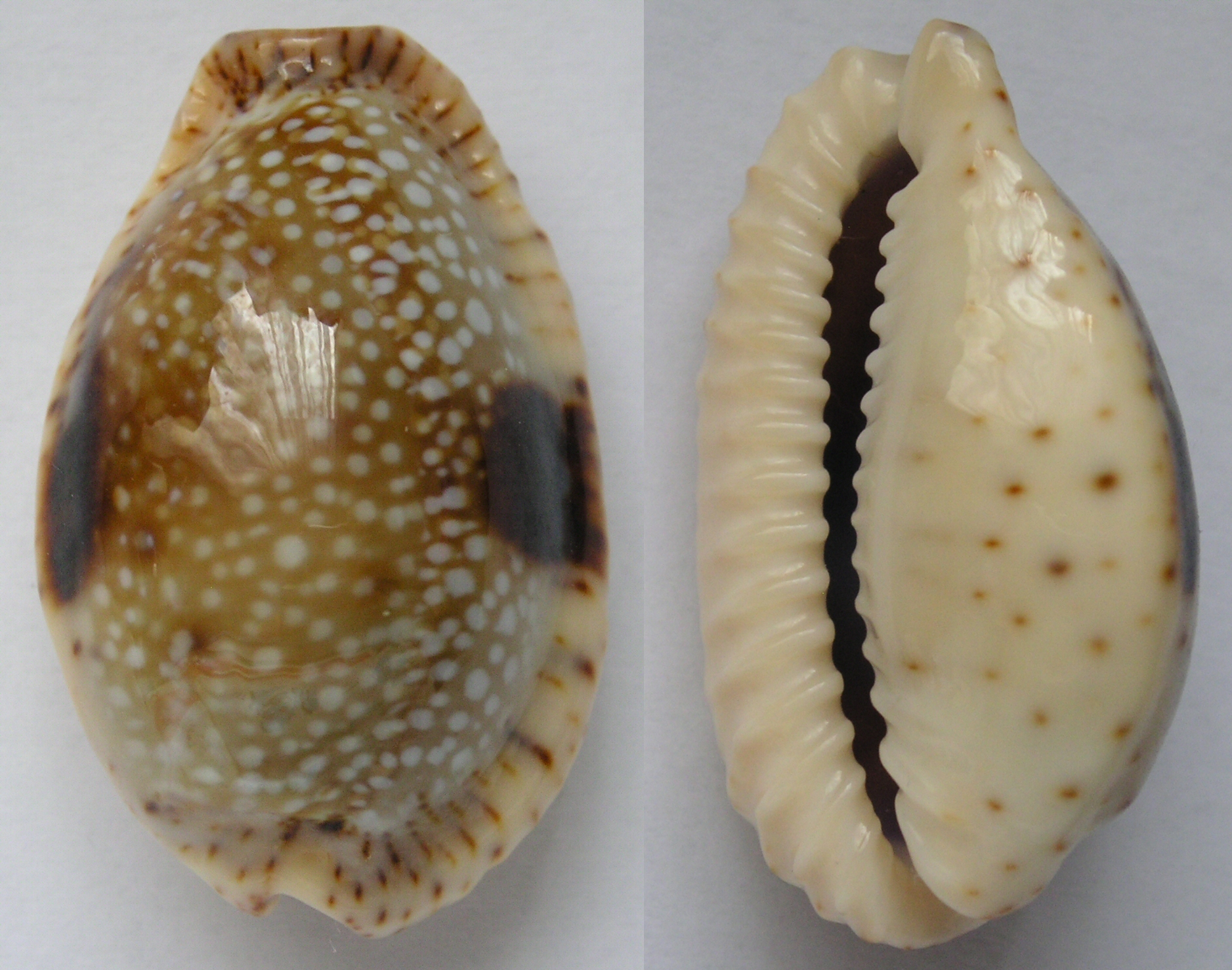
Naria nebrites
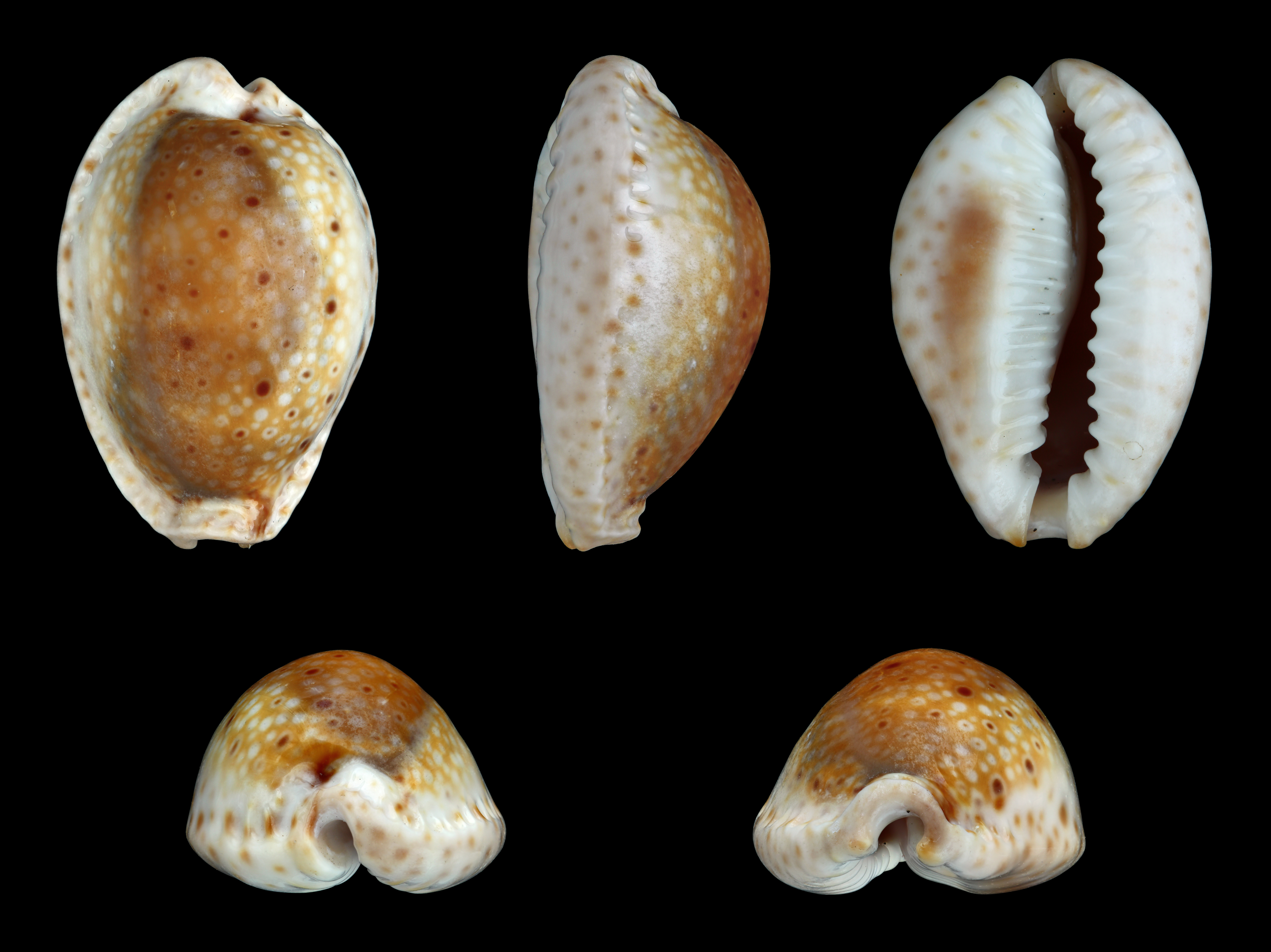
Naria ocellata
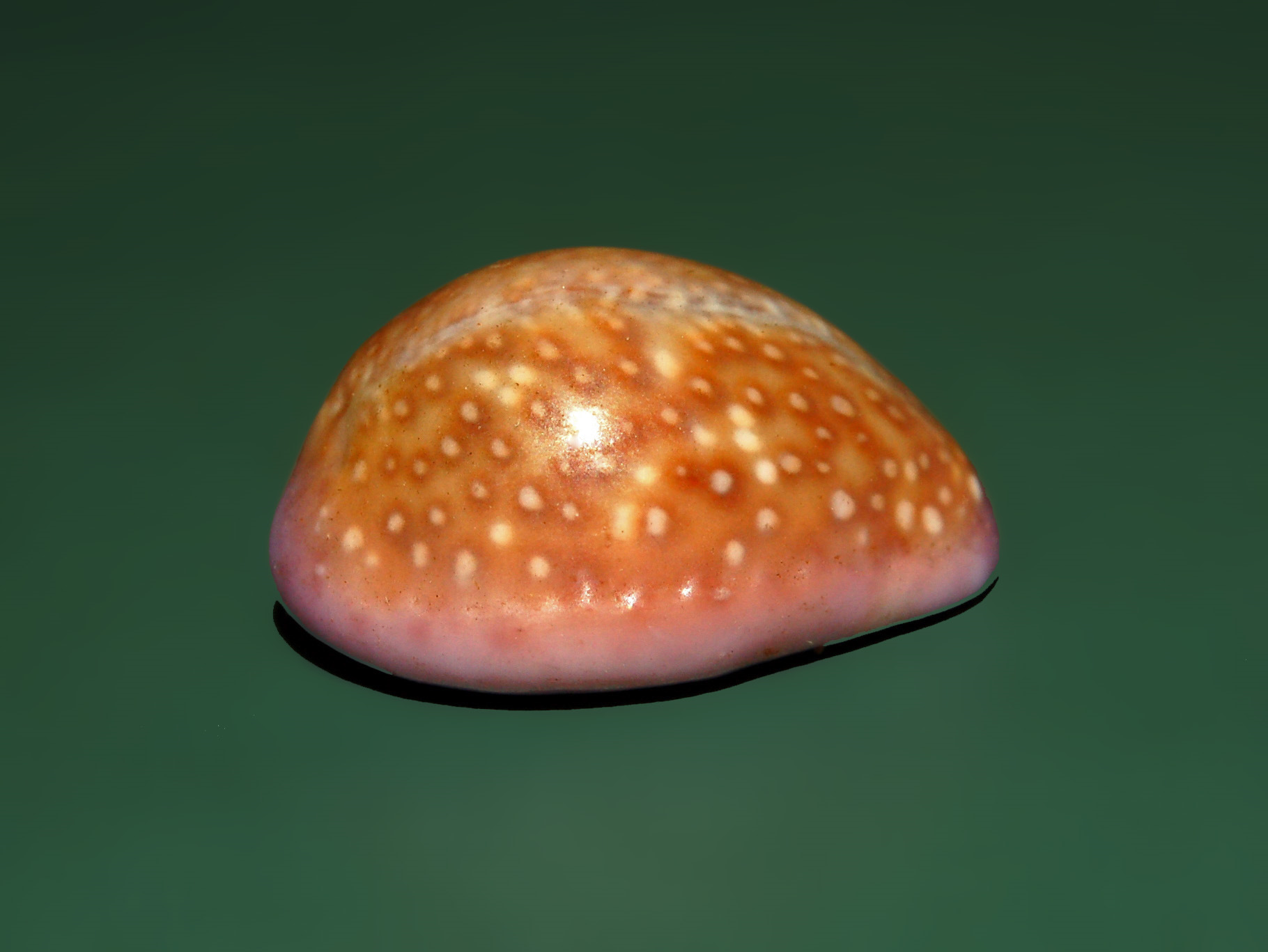
Naria poraria
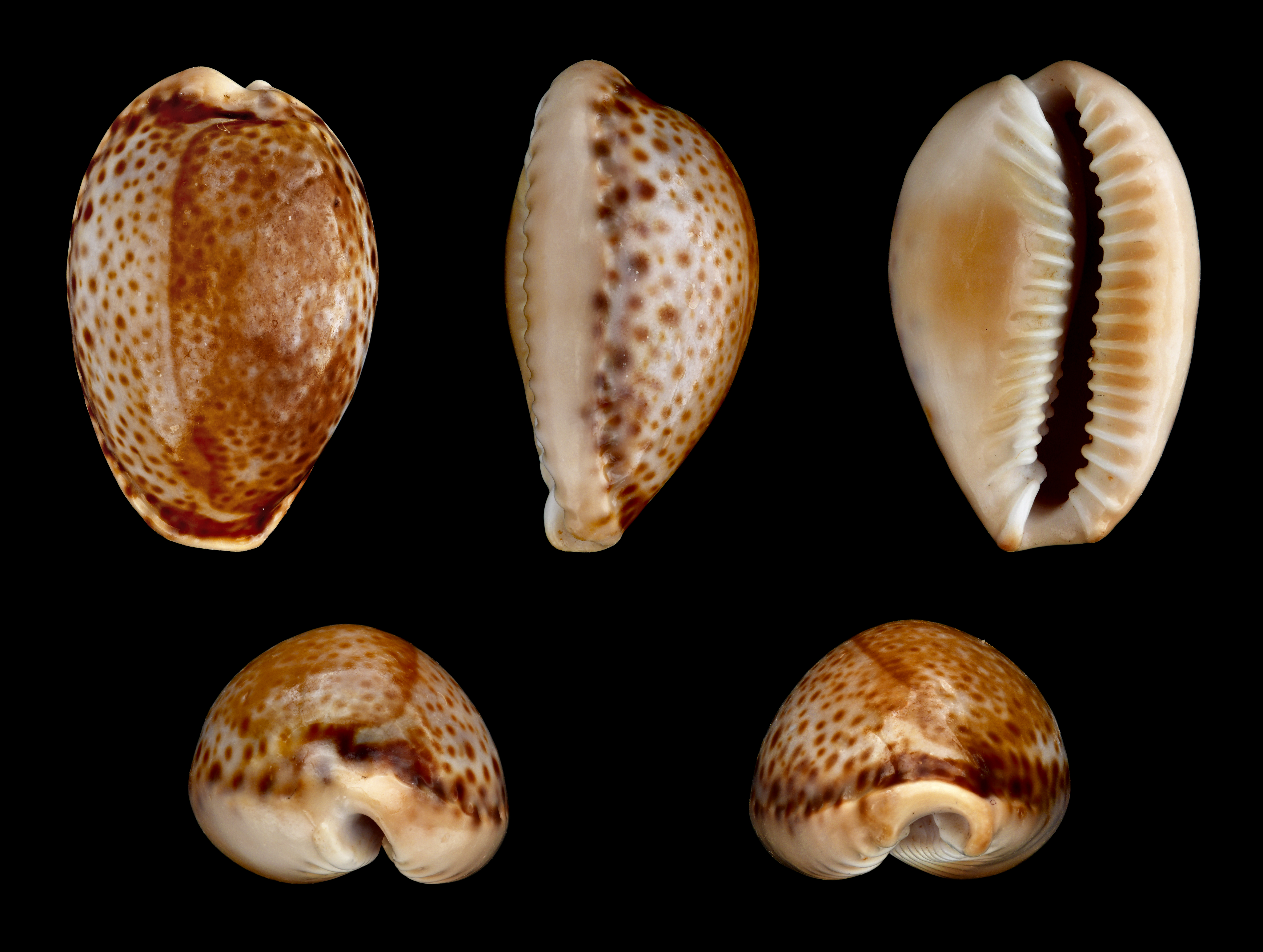
Naria spurca
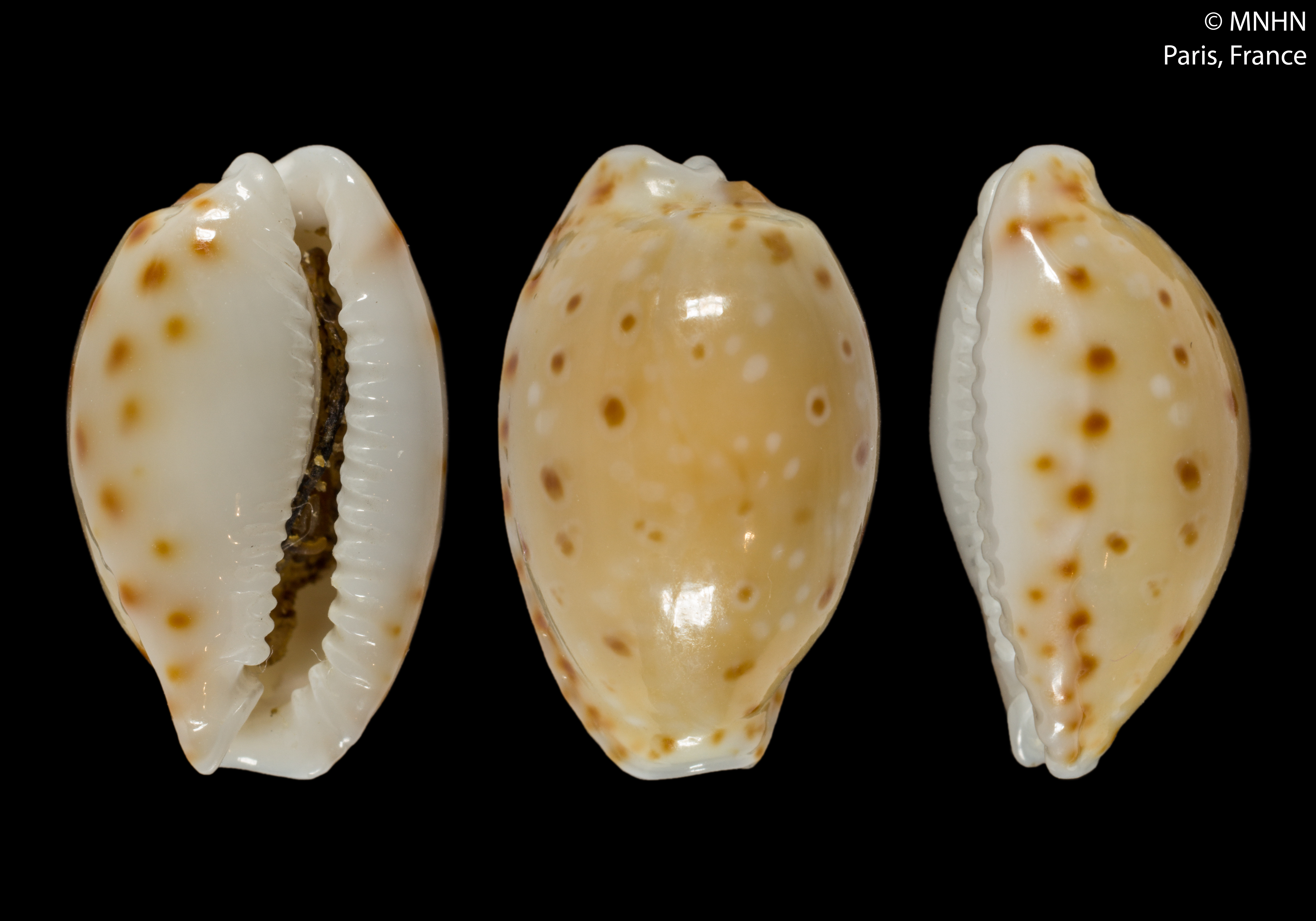
Naria thomasi
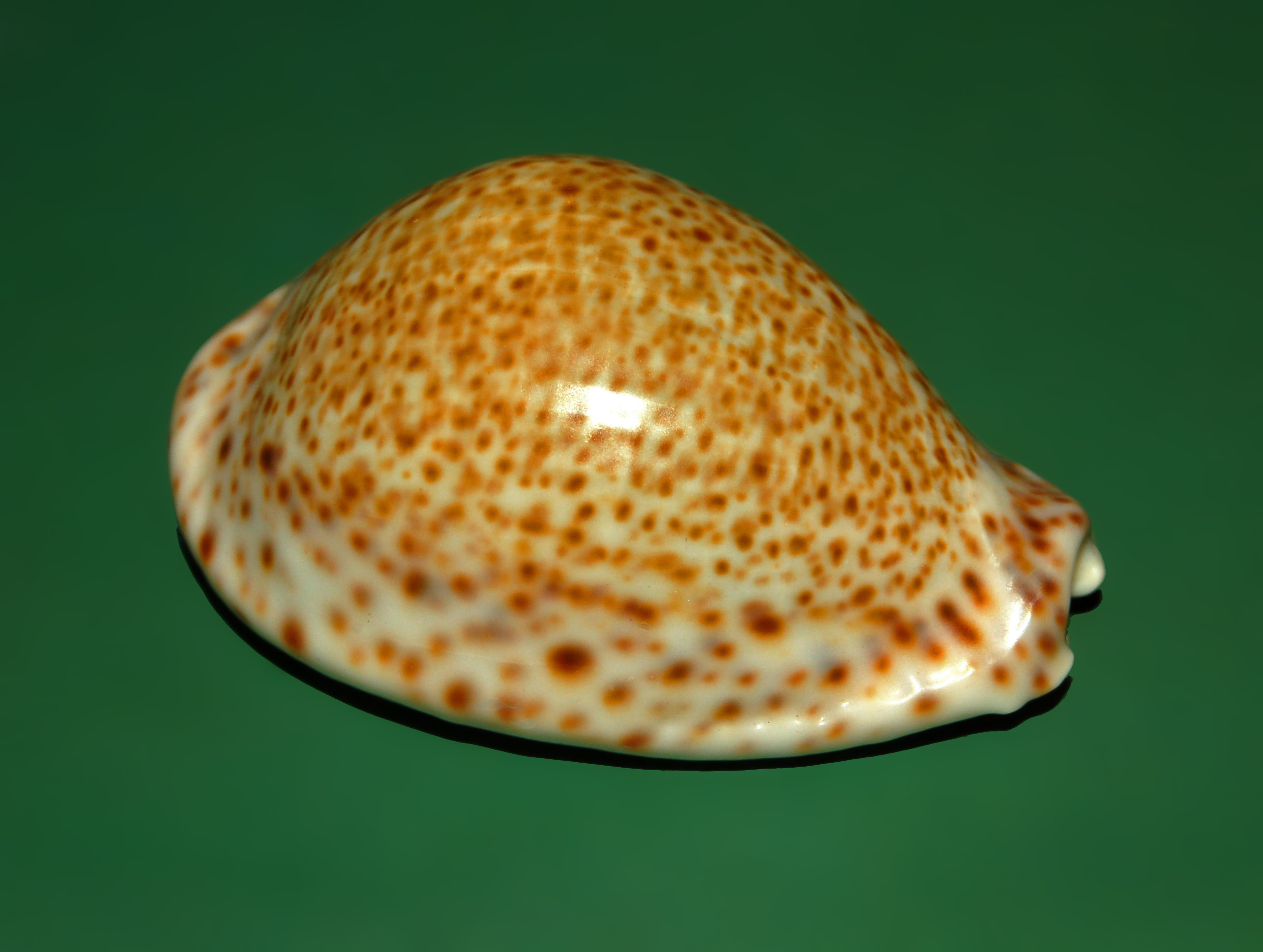
Naria turdus
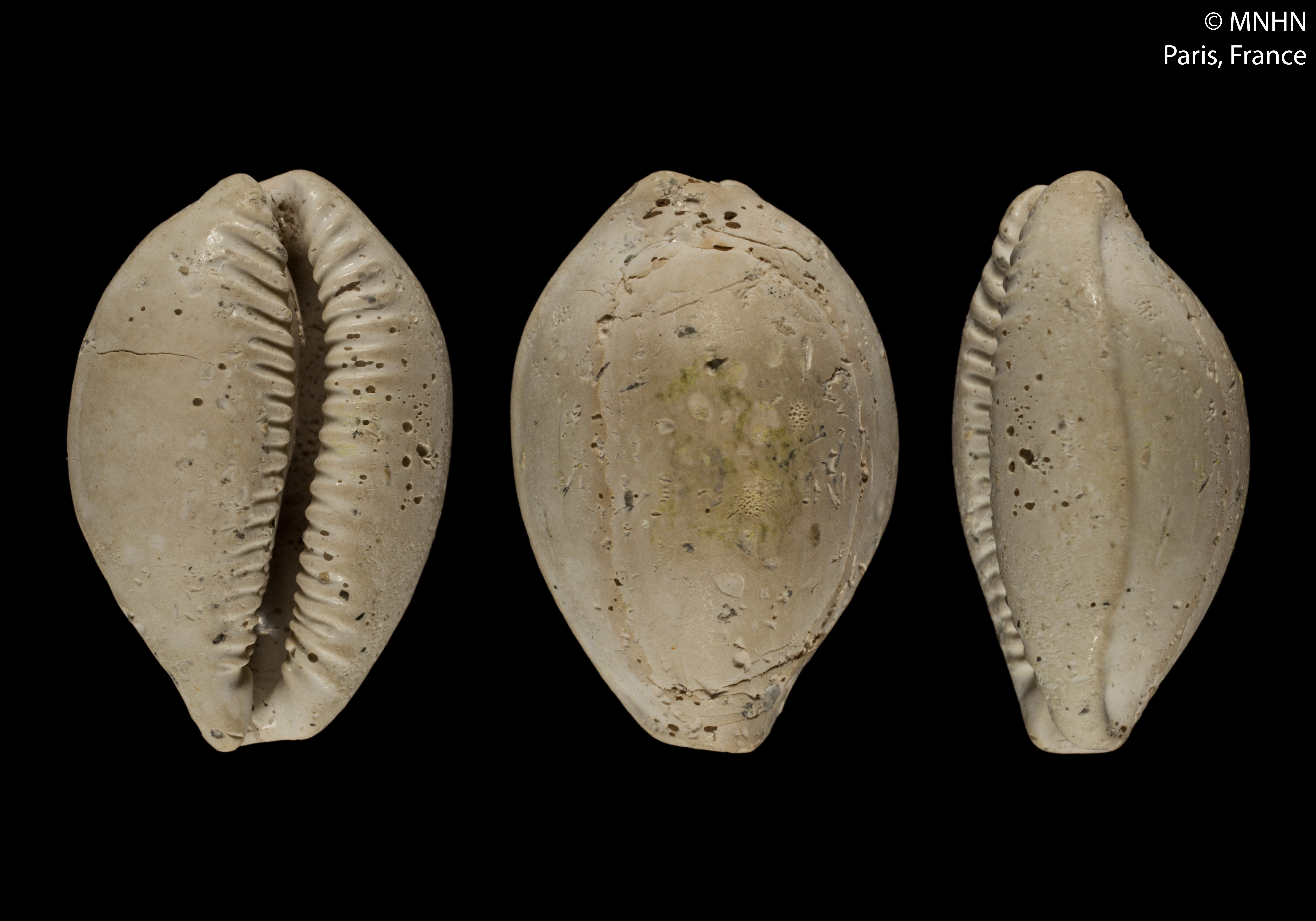
Nucleolaria bezoyensis (fossile)
Naria poraria